# Agelena incertissima
Agelena incertissima es una especie de araña del género Agelena, familia Agelenidae. Fue descrita científicamente por Caporiacco en 1939.

## Distribución
Esta especie se encuentra en Etiopía.